# Едді Джордан
Едмунд Патрік Джордан (30 березня 1948, Дублін, Ірландія — 20 березня 2025, Кейптаун, ПАР) — ірландський бізнесмен, телеведучий і колишній власник автоспортивної команди. Спочатку працював у Банку Ірландії. Він виграв чемпіонат Ірландії з картингу в 1971 році та перейшов у Формулу-Ford у 1974 році. Він був засновником і власником Jordan Grand Prix, команди Формули-1, яка виступала в чемпіонаті з 1991 по 2005 рік. Він був головним аналітиком висвітлення Формули-1 на BBC з 2009 по 2015 роки, перш ніж приєднатися до Channel 4 після відходу з BBC у 2016 році. З 2016 до 2018 року був ведучим Top Gear.

## Раннє життя
Джордан народився 30 березня 1948 року в Дубліні в сім'ї Ейлін і Педді Джордан. У нього є одна, старша, сестра Гелен. Його батько був братом-близнюком старшої черниці, матері-ректорки ірландських сестер милосердя, і працював бухгалтером в управлінні електропостачання. У десять місяців у Джордана розвинулася акродинія, і лікарі порадили його родині переїхати з Дубліна в Брей на «свіже повітря». У дитинстві Джордан ріс у Дартрі, південний Дублін, і Брей, графство Віклоу. Він проводив більшу частину свого часу в Брей, де він зблизився зі своєю тіткою Ліліан, регулярно їздивши до неї в гості наприкінці навчального тижня. У дитинстві Джордан був відомий під прізвиськом «Флеш», оскільки його прізвище римувалося з ім'ям відомого персонажа з коміксів, Гордона Флеша.
Джордан почав свою освіту в дошкільному закладі Святої Анни в Мілтауні, пізніше провів одинадцять років у школі християнських братів Сінг Стріт, де його та його однокласників регулярно били, якщо вони не вчились достатньо добре. Незважаючи на цей досвід, Джордан заявив, що рівень освіти був достатньо високим. Перебуваючи на Сінг-стріт у віці 15 років, Джордан ненадовго задумався про те, щоб стати священиком. Відкинувши тиск священства та сім'ї, він вирішив вступити на стоматологію, але в підсумку пішов на шеститижневий курс бухгалтерського обліку в коледжі торгівлі в Дубліні, а потім почав працювати в Банку Ірландії клерком у їхньому відділенні в Маллінгарі. Через чотири роки Джордан переїхав до філії на Камден-стріт, Дублін. Під час банківського страйку в Дубліні в 1970 році він провів літо на острові Джерсі, працюючи вдень бухгалтером в електричній компанії, а вечорами — у барі. У цей період він вперше зіткнувся з гонками на картах і взяв участь у своїх перших (неофіційних) перегонах у затоці Сент-Брелад.

## Кар'єра

### Перегони
Після повернення до Дубліна Джордан купив карт і почав брати участь у гонках. У 1971 році він взяв участь у Чемпіонаті Ірландії з картингу та виграв його.
У 1974 році Джордан піднявся до Формули-Ford, ірландського чемпіонату Формули-Ford, а в 1975-му — до Формули-3, але був змушений відсидіти сезон 1976 року після того, як зламав ліву ногу в аварії на трасі Меллорі-Парк. Після того, як його травми зажили, він перейшов до Формули-Atlantic, виграв три гонки в 1977 році та виграв чемпіонат Ірландії у Формулі-Atlantic в 1978 році. Джордан і Стефан Йоганссон виступали у британській Формулі-3 в 1979 році під назвою «Команда Ірландії», і того ж року Джордан взяв участь в одній гонці Формули-2 і провів невелику кількість тестів з McLaren.

### Менеджмент команди
Наприкінці 1979 року та з фінансовими проблемами Джордан заснував свою першу команду Eddie Jordan Racing, яка виступала разом з пілотами Девідом Леслі та Девідом Сірсом у 1981 році на різних змаганнях у Великій Британії та Європі. У 1982 році його основним гонщиком став Джеймс Вівер, у 1983 році Вівер знову взяв участь у європейській Формулі-3 і Джордан найняв Мартіна Брандла, який посів друге місце після Айртона Сенни в британській Формулі-3. У 1987 році команда найняла Джонні Герберта, який виграв чемпіонат Британської Формули-3.
Джордан також керував командою Формули-3000, чиї перші перемоги були здобуті гонщиками Гербертом і Мартіном Доннеллі в 1988 році. У 1989 році команда Джордана домінувала в сезоні, а пілот Жан Алезі став чемпіоном. Протягом 1989 року він найняв головного дизайнера Reynard Гарі Андерсона, який став інженером Доннеллі та контролював роботу команди, зрештою повноцінно приєднавшись до команди 4 лютого 1990 року.
Багато гонщиків завдячують старту своїх успішних кар'єр Джордану. Пілоти, які вигравали Гран-прі та виступали за його команди, включають чемпіонів світу Деймона Гілла, Найджела Менселла, Міхаеля Шумахера та Айртона Сенну. За кермом болідів Джордана також виступали Жан Алезі, Рубенс Барікелло, Тьєрі Бутсен, Джанкарло Фізікелла, Гайнц-Гаральд Френтцен, Джонні Герберт, Едді Ірвайн, Роберто Морено, Ральф Шумахер, Ярно Труллі, Мартін Брандл і Джон Вотсон.

### Формула-1

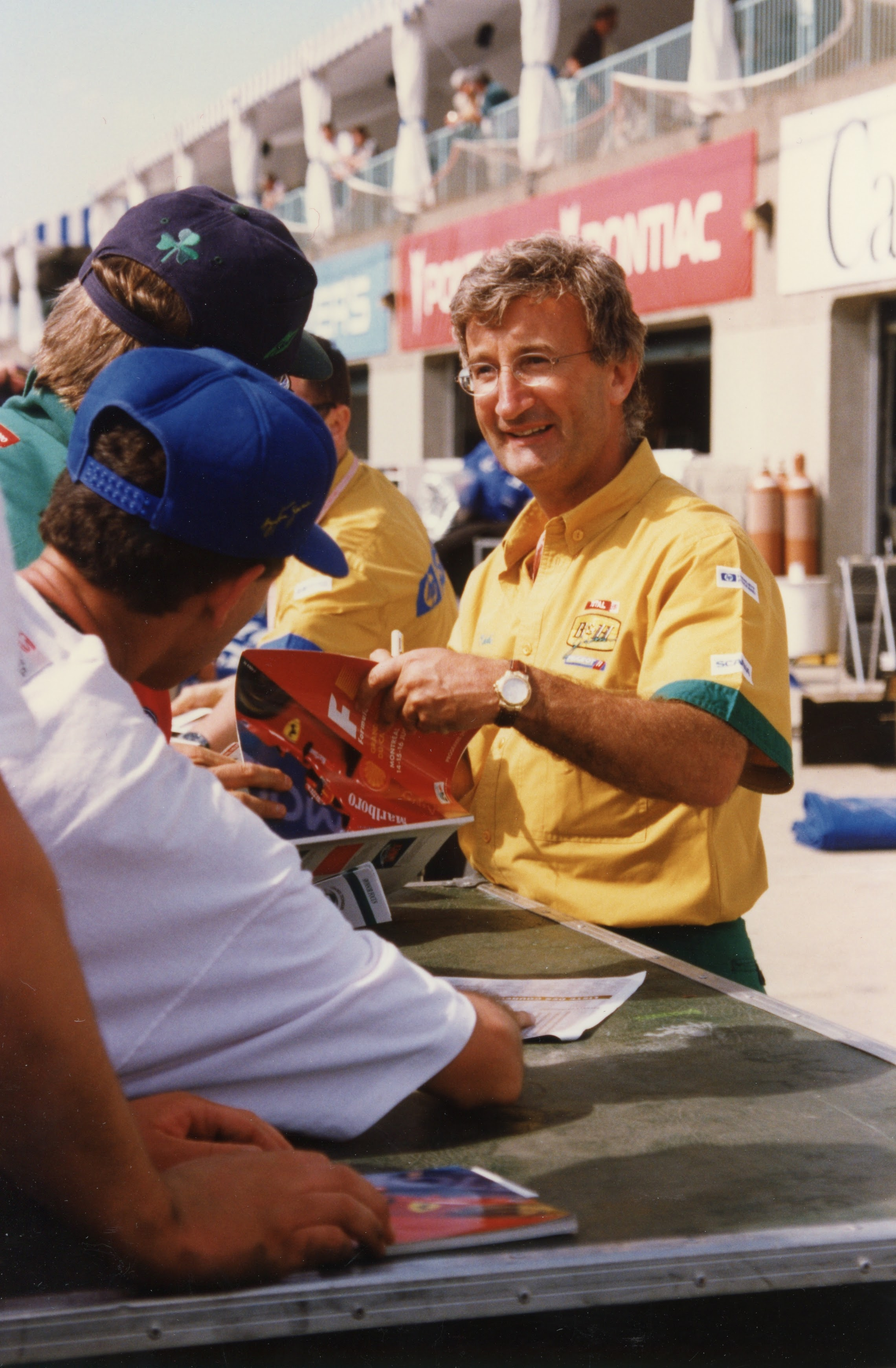
Джордан як керівник Jordan Grand Prix на Гран-прі Канади 1996 року.

Джордан заснував Jordan Grand Prix у 1991 році з Андерсоном як головним дизайнером. Команда швидко завоювала повагу і кілька разів протягом сезону показувала результати, що перевершували будь-які очікування. Міхаель Шумахер виступив в своєму першому Гран-прі у Формулі-1 у дебютному сезоні команди. Після однієї гонки з Jordan Шумахера переманили до суперника Benetton.
У 1998 році команда досягла свого найкращого результату, коли пілоти Деймон Гілл і Ральф Шумахер фінішували першим і другим на Гран-прі Бельгії. У 1999 році Jordan досягла свого зеніту у Формулі-1, коли Гайнц-Гаральд Френтцен став справжнім претендентом на чемпіонство, зрештою фінішувавши третім, що стало найкращим результатом для пілотів Jordan та здобувши дві перемоги в гонках. Він лідирував на Гран-прі Європи, але зійшов із дистанції через проблеми з електрикою. Якби він виграв гонку, Френцен був би в межах одного очка від лідера чемпіонату за два раунди, що залишилися.

### Занепад команди та продаж
Після втрати партнерської угоди, щодо двигунів Honda на користь команди BAR у 2002 році та численних труднощів усередині команди (включно з публічною суперечкою та звільненням Френтцена перед його домашнім Гран-при в 2001 році), Джордан був змушений перейти на дорогі двигуни Cosworth. Додатковий тягар, пов'язаний із цим, а також те, що DHL відмовились від свого спонсорства, а Benson & Hedges скоротили спонсорство, привело до погіршення результатів в 2003 році. Однак, незважаючи на це, Jordan здобули неймовірну перемогу в гонці в Бразилії 2003 року завдяки Джанкарло Фізікеллі, перша перемога Фізікелли та остання перемога у Формулі-1 для двигунів Ford Motor Company та команди Jordan. У 2001 році Джордан подав до суду на Vodafone за нібито розрив трирічної спонсорської угоди на суму 150 мільйонів доларів, але програв справу, що призвело до погіршення ситуації в Jordan.
Різке падіння Jordan з третього місця в списку конструкторів у 1999 році вийшло з-під контролю. Незважаючи на нове спонсорство від Trust computers і нового пілота Ніка Гайдфельда та багатообіцяючого молодого новачка в особі Тімо Глока у 2004 році, в Jordan були серйозні проблеми. Джордан зберігав повне володіння своєю командою до 2004 року, і його відмова ймовірним покупцям Jordan (особливо Peugeot і Honda) можливо коштувала команді більшого успіху. Джордан, однак, сказав під час фінального Гран-прі команди, що вони насправді перемогли п'ять разів, п'ятий — це їхнє виживання на такі невеликі кошти.

### Команда після Джордана
Midland Group, фінансована багатим російсько-канадським бізнесменом Алексом Шнайдером, купила Jordan Grand Prix на початку 2005 року, згодом команда була перейменована в MF1 Racing на 2006 рік. Команда була знову продана в 2006 році нідерландському виробнику автомобілів Spyker Cars та перейменована на Spyker F1 на сезон 2007 року. Згодом команда знову була продана та перейменована на Force India. Після процедури банкрутства у 2018 році Force India було ліквідовано, а її колишні активи продані новій команді Racing Point F1 Team, яка в 2021 році була перейменована на Aston Martin. Aston Martin продовжує брати участь у Формулі-1 і базується в старих приміщеннях Jordan у Сільверстоуні.

### Медійна кар'єра
У 2009 році Джордан повернувся на сцену Формули-1 як експерт програми Grand Prix на телеканалі BBC Sport разом із Джейком Гамфрі (якого пізніше замінила Сюзі Перрі) та Девідом Култгардом. З 2009 по 2011 рік Джордан виступав в ролі експерта в усіх випусках програми, але з 2012 по 2015 рік він з'являвся лише під час прямих трансляцій перегонів.
Джордан писав щомісячну колонку під назвою «This Much I Know» для журналу F1 Racing, поки вони не відновили роботу з Мюрреєм Вокером. Джордан також працював над телепередачою під назвою Eddie Jordan's Bad Boy Racers. У 2007 році він був призначений головою Раллі Ірландії, етапу Чемпіонату світу з ралі.
Джордан розкрив багато історій до того, як вони мали бути підтверджені; це перехід Льюїса Гамільтона в Mercedes, повернення Міхаеля Шумахера в 2010 році та відхід Феліпе Масси з Ferrari.
11 лютого 2016 року було оголошено, що він стане одним із нових ведучих Top Gear. У березні 2016 року його оголосили провідним аналітиком Channel 4 для каналу C4F1.
У 2023 році Джордан запустив власний подкаст під назвою «Formula For Success» разом зі своїм колишнім співведучим на BBC Девідом Култгардом.

## Особисте життя
Одружений з Марі (до шлюбу Маккарті), колишньою ірландською баскетболісткою. Пара одружена з 1979 року і має чотирьох дітей: Зої, Мікі, Зака та Кайла. У них є будинки в Кейптауні, Південному Кенсінгтоні, Лондоні та Монако, де Джордан тримає свою яхту.
Про нього була знята серія документальна телепередачі This Is Your Life у 2000 році, ведучим якої був Майкл Аспел.

### Відзнаки
Джордан отримав почесні докторські ступені Університету Ольстера та Дублінського технологічного інституту.
Він отримав премію Джеймса Джойса від Літературно-історичного товариства Університетського коледжу Дубліна, одного з найбільших студентських товариств в Ірландії, на честь його внеску в автоспорт Ірландії. Він також отримав золоту медаль почесного патронату Університетського філософського товариства Трініті-коледжу в Дубліні на честь його внеску в автоперегони та його благодійну діяльність протягом багатьох років. Незважаючи на те, що Джордан є ірландцем, він також є членом Британського клубу гонщиків завдяки клаузулі, згідно з якою кожен, хто народився в Ірландії до 1950 року, має право на членство.
У березні 2012 року Джордан отримав звання офіцера Ордена Британської імперії за заслуги в благодійності та автоперегонах.
У вересні 2021 року Джордан отримав Свободу Лондонського Сіті.